# Cervus canadensis kansuensis
Cervus canadensis kansuensis is een ondersoort van de wapiti die voorkomt in Gansu, een provincie in China. Samen met de Sichuanwapiti en het Tibethert vormt deze ondersoort de zuidelijke groep van wapiti's.